# Giuseppe Pittau
Giuseppe Pittau (en français Joseph Pittau), est un prêtre jésuite italien, missionnaire au Japon, né le 20 octobre 1928 à Villacidro, en Sardaigne (Italie) et mort le 26 décembre 2014 à Tokyo (Japon).
Archevêque titulaire de Castro-de-Sardaigne (de) il a été secrétaire de la Congrégation pour l’éducation catholique de 1998 à 2003.

## Biographie

### Jeunesse et formation
Giuseppe Pittau entre au noviciat de la Compagnie de Jésus le 18 avril 1945, à Coni (Italie). Il a dix-sept ans. Le noviciat terminé il fait ses études de philosophie (1949-1952) au scolasticat jésuite de San Cugat, près de Barcelone (Espagne).
Envoyé comme missionnaire au Japon en 1952 il passe les deux premières années à étudier la langue japonaise avant d’entamer ses études de théologie à l’université Sophia de Tokyo. Il est ordonné prêtre le 18 mars 1959. Il fait ensuite des études supérieures de Science Politique à l’université Harvard (Boston) aux États-Unis où il sera l’élève de Henry Kissinger. Le doctorat obtenu il rentre au Japon en 1962.

### Enseignement
De retour au Japon Giuseppe Pittau enseigne les sciences politiques à la faculté de droit de l’université Sophia de Tokyo, fondée par les jésuites en 1913. Le 15 août 1964 il fait sa profession religieuse définitive. Dix ans plus tard, il est recteur de l’université (1975) et bientôt, en 1980, supérieur provincial des jésuites du Japon.

### Gouvernement de la Compagnie
En février 1981, lorsque le pape Jean-Paul II visite le Japon, Giuseppe Pittau le rencontre pour la première fois. Le souverain pontife apprécie la valeur de l’homme. Aussi, au mois d’août de la même année, lorsqu’il décide de nommer un délégué personnel - le père Paolo Dezza - à la direction de la Compagnie de Jésus (remplaçant le père Arrupe, devenu infirme) Jean-Paul II lui adjoint Giuseppe Pittau qui reste à ce poste jusqu’à la Congrégation générale des jésuites de 1983 qui élira le père Peter-Hans Kolvenbach à la tête de la Compagnie.
Kolvenbach garde Giuseppe Pittau dans son équipe gouvernementale comme assistant pour l’Asie Orientale (1983-1987) et ensuite comme son délégué pour les maisons internationales romaines de la Compagnie de Jésus (1988-1992).

### À la Curie romaine
Ses activités et nominations le rapprochent de plus en plus du Saint-Siège. De 1992 à 1998, Giuseppe Pittau est recteur de l’université pontificale grégorienne, chancelier de l’Académie pontificale des sciences et de l’Académie pontificale des sciences sociales (1997).
Nommé secrétaire de la Congrégation pour l’éducation catholique au sein de la Curie romaine il reçoit le 26 septembre 1998 l’ordination épiscopale comme archevêque de Castro di Sardegna, un diocèse titulaire, des mains du cardinal Angelo Sodano, assisté des cardinaux Pio Laghi et Fiorenzo Angelini.
Le 25 novembre 2003, âgé de 75 ans, il donne sa démission et retourne à Tokyo, au Japon, son champ d’activités apostoliques initiales. Il y reste encore actif dans le travail pastoral et éducatif. Mgr John Michael Miller lui succède.
Giuseppe Pittau meurt le 26 décembre 2014, à l’âge de 86 ans à l’infirmerie jésuite de la communauté de Tokyo.

## Distinction
En 1984, l’empereur du Japon lui confère l'ordre du Soleil levant.